# Мфоуати (округ)
Мфоуати (фр. Mfouati) — округ в Республике Конго, входит в состав департамента Буэнза. Население на 28 апреля 2007 года — 29 931 человек. Центр — город Мфоуати.